# Shame (canción de Depeche Mode)
Shame es una canción del grupo inglés de música electrónica Depeche Mode compuesta por Martin Gore, publicada en el álbum Construction Time Again de 1983.

## Descripción
Shame —en español, Vergüenza— es un ejercicio industrial mucho más orientado a su lírica apesadumbrada que a los sonidos de percusión permanentes en toda su duración. Es una de las canciones que opta por su letra crítica, producto de su tiempo, que por la música, la cual es intencionalmente relegada a un segundo plano y cae de modo paradójico en un acompañamiento cercano al minimalismo, próximo a la música experimental en sí.
La casi ausente musicalización se compone de un efecto de vacío, golpes industriales apagados y efectos sostenidos de sintetizador parecidos a los instrumentos de viento que sientan la melodía. En cambio, la abundante letra es una de las más comprometidas en cuanto al concepto del disco, que por cierto no se logró del todo con los demás temas, al tratar sobre la apatía del gobierno ante el descuido de la población por apoyar cuestiones reprochables como la guerra y todo los males que trae consigo como el hambre, las heridas incurables y una población infantil perturbada y pervertida en su inocencia.
Shame está compuesta con el esquema normal de una canción: estrofa, coro, segunda estrofa, segundo coro, estribillo, tercera estrofa y último coro, siendo lo más llamativo que los breves coros son cantados por Martin Gore, uno de los pocos temas del grupo cantados por ambos.
Sin embargo, su misma forma más crítica y menos musical, la vuelven una pieza de difícil entendimiento, o por lo menos muy poco comercial que, además, desentona con el resto de la colección. En realidad, tiene más la forma de un lado B que de una canción para álbum, lo cual de algún modo reduce su impacto contra el discurso burlesco de, por ejemplo, Everything Counts y Told You So o los que le siguieron.
De tal modo, es un tema profundo aunque pretencioso, uno de los que lograron ganar respeto para Depeche Mode en esa época en que las críticas les eran todavía desiguales, aunque por su forma no se prestó para la comercialización del disco y, quizás, hubiera sido mejor incluir en su lugar el lado B Work Hard que, por el contrario, sí mantiene la naturaleza industrial del álbum.
El conjunto de sus elementos recuerda al ejercicio vocal Shouldn't Have Done That del anterior álbum, aunque con una letra, desde luego, más trabajada.
En el álbum se encuentra entre los temas Two Minute Warning y The Landscape is Changing, ambos compuestos por Alan Wilder, pero los tres están continuados entre sí por el efecto de vacío que es la base principal de Shame, haciéndolos un tríptico de decepción y reflexión sobre los males contemporáneos de las sociedades que se dicen más avanzadas.

## En directo
La canción se interpretó durante todos los conciertos de la correspondiente gira Construction Tour, así como en su siguiente gira Some Great Tour, donde también se tocó en todas las fechas. Tras estas la canción no volvió a ser interpretada en conciertos y dada su forma un tanto particular, es difícil que vuelva a escucharse nuevamente en un escenario.
- Datos: Q5577886